# إبراهيم بديوي
الشيخ إبراهيم بن علي بن أحمد بديوي (22 أبريل 1903 - 24 يوليو 1983) شاعر وفقيه مصري.

## النشأة والتدرج الوظيفى
ولد عام 1903  في مركز حوش عيسى بمحافظة البحيرة بالسلطنة المصرية. التحق بالكتاب وهو بالخامسة من عمره وأتم حفظ القرآن الكريم، ثم التحق بمعهد الإسكندرية الديني عام 1920 وحصل على شهادة العالمية من كلية اللغة العربية عام 1935. عُين مدرسًا للأدب العربي بمعهد طنطا الأزهرى عام 1937، ورُقي وكيلًا للمعهد عام 1954، بعدها عين شيخا لمعهد دسوق الأزهري عام 1959، ثم أصبح شيخًا للمعهد الديني بالإسكندرية وشيخًا لعلماء الإسكندرية عام 1962. اختير بعد بلوغه سن التقاعد مستشارا لمحافظة البحيرة للشؤون الدينية ورئيسا لجمعية الشبان المسلمين بالبحيرة ورئيسا للجمعية الشرعية. أنشأ مكاتب وحلقات تحفيظ القرآن الكريم. توفى في محافظة العاصمة عام 1983.

## من أعماله
ظهرت موهبته منذ صباه ونشر له ديوانان تحت اسم البديويات، وله الكثير بخلاف الديوانين، ومن أشعاره:
- الشعر مع الله والذرة "بك أستجير" (من أشهر ما كتب)[1]
- الله ربي
- توبة
- يا خالقي
- مولد الهدى
- يا سيد الخلق
- أبو الزهراء
- الله صاغ محمدا من نوره
- لماذا
- يا فتية السودان

## الإنتاج الشعري
له ديوان من جزأين بعنوان: «البديويات» المطبعة اليوسفية - طنطا 1950، 1954 . وله قصائد لم يتضمنها الديوان بجزأيه جمعها ونشرها: محمد علي داود في كتابه:«الشكل والمضمون في شعر الشيخ إبراهيم علي بديوي» - مطبعة الأمانة - القاهرة 1991 .
غلب تكوينه الثقافي الديني على تجاربه الشعرية، وهو صاحب القصيدة التي يبتهل فيها إلى الله، وتقدمها فرق الإنشاد الديني على أنها «موشح».
ألقى وهو طالب بكلية اللغة العربية - قصيدة أمام الملك فؤاد عند افتتاحه الكلية، وفيما يتجاوز المحور الديني فإن المناسبات الوطنية والذاتية هي الموجه لقصائده في الأغلب.